# أدوية تخفيض شحميات الدم
أدوية تخفيض شحميات الدم وهي الأدوية التي تستخدم لتنظيم نسبة الكوليسترول في الدم وتخفيضه عن النسب المرتفعة التي تضر بالجسم أو للمحافظة على نسبه الطبيعية لمعالجة أمراض القلب والأوعية الدموية وكذلك للوقاية منها.
وتتوفر على مجموعات كثيرة متنوعة:
1. ستاتين
2. فايبرات
3. ناياسين ومشتقاته
4. منحيات حامض الصفراء
5. إضافة إلى أنواع كثيرة أخرى قد تكون غير مصنفة أو تكون ضمن أصناف ومجموعات جديدة ما زالت في طور البحث العلمي.